# 四國聯盟
四國聯盟（英語：G4 Nations）是指由印度、巴西、德國及日本四国組成的聯盟，希望通过相互支持加入联合国安全理事会，並尋求成為聯合國安理會常任理事國。

## 背景
联合国安理会目前有五个常任理事国，并且在决议表决时都拥有否决权，分別為：美国、英国、法国、俄罗斯、中國。另外，联合国安理会还有10个非常任理事国席位，每个非常任理事国的每届任期为两年。据统计，四国联盟成员国在1987年—2010年的24年之间，当选联合国安理会非常任理事国的次数分别为：印度二次、巴西五次、日本五次、德国三次。虽然大多数国家都已原则同意，联合国需要进行必要的改革，其中也包括扩大安全理事会的席位数量，但由于方向性分歧，很少有国家愿意详细讨论具体的改革时间和进程。

## 第一次結盟
2004年，印度、巴西、德國及日本聯合組成“四國聯盟”，藉由安理會改革的機會，爭取成為安理會常任理事國。

## 各國加入受阻
當四國欲加入的意願傳出後，許多國家聞訊認為本國權益受損，由意大利起頭開始了集體反對的行動，由韓國、墨西哥、阿根廷、巴基斯坦和加拿大等50個國家於1995年組成的咖啡俱乐部反對擴大聯合國安理會。這些國家除了自身考慮外，安理會常任理事國也不滿意增加過多成員，例如中國、韓國、朝鮮反對日本；法国、英國、美國、意大利反對德國；中國、巴基斯坦反對印度；墨西哥、阿根廷反對巴西；而美國雖然支持日本成為常任理事國，但反對日本、德國、印度及巴西擁有“否決權”。此后，德日印巴四國讓步，提出爭取六個無否決權的常任理事國議席，四個歸屬德日印巴，其餘兩個給予兩個非洲國家。但由於非洲國家一直在爭取可拥有否決權的常任理事國成员资格，故難以獲非洲國家支持。

### 印度
主要受到中國、巴基斯坦反對。2005年，巴基斯坦外交部长卡姆兰·尼亚兹说，由于印度过去与巴基斯坦的战争，以及印度违反了联合国要求在有争议的克什米尔地区举行全民公决的决议，巴基斯坦反对印度成为联合国安理会常任理事国。

### 巴西
受到墨西哥、阿根廷、美国反對，認為會提高巴西在拉丁美洲的競爭力及影響力。巴西認為作為發展中國家及拉丁美洲的最大經濟體，加入成為安理會常任理事國及擁有否決權後，必定會增強發展中國家的話語權，並可平衡中國作為現時唯一代表發展中國家否決權的地位。美国不願意也不希望巴西拥有過多在拉丁美洲的話語權，因而也不支持巴西。

### 德國
受到英國、法國、義大利反對。義大利連同西班牙等歐洲各國，皆反對歐洲鄰國的影響力擴張。而美國也時常因為利益因素，與向來堅持己見的反對者德國發生摩擦。此外，日本和德国都是二战的战败国，如果让这两个战败国“入常”，单独撇下昔日的盟友意大利，意大利心理不平衡。此外，意大利、西班牙和北欧国家都是有分量的国家，它们表示自己國家也能要求分享新增设的常任理事国席位。雖然過去的歷史問題因素等，縱使德國早已與歐洲各國達成和解，但德國與英國、法國一樣同樣是北大西洋公約組織的成員國，假設只有德國加入，若把俄羅斯也算為歐洲國家，一旦德國成為安理會常任理事國及擁有否決權，歐洲國家在安理會的否決權便佔有過高比重，那意味著歐洲日後必須有其中一個國家（英國或法國）放棄否決權。

### 日本
受到中國、韓國、俄羅斯反對，認為日本“美化侵略、殖民，國內民族主義存在風險”。此外也受到朝鮮反對，原因為“軍國主義抬頭”。歷史及主權爭議的問題，是中國、韓國反對日本成為安理會常任理事國的主要原因。此外，由於二戰後美國在日本的影響力，日本成為安理會常任理事國及擁有否決權以後是否會有獨立于美國的外交政策成為疑問。因此，众多的亚洲国家雖然不表反對，但也沒有實質支持行動。

## 結果
最後，四國為了拉攏非洲，提出爭取六個無否決權的常任理事國議席，其餘兩個給予兩個非洲國家；但由於非洲國家一直爭取有否決權的常任理事國，南非、阿尔及利亚、尼日利亚和埃及等国围绕这两个席位争得热火朝天，加上美国反对让政局不稳定的非洲国家拥有否决权，故難以獲非洲國家支持。新增常任理事國的新方案未獲通過。